# لاتوي (فرنسا)
لاتوي (بالفرنسية: Latoue، وبالأوكسيتانية: Tatouatge) هي قرية وكومونة تقع في إقليم هوت غارون ضمن منطقة أوكسي جنوب غرب فرنسا. تشتهر القرية بقلعتها التاريخية التي تُعد أبرز معالمها المعمارية.

## القلعة
تُعد قلعة لاتوي من أهم المعالم في المنطقة، حيث تعود أصولها إلى العصور الوسطى، وقد خضعت لعدة مراحل من التوسعة والتجديد حتى القرنين السابع عشر والثامن عشر. تقع القلعة في موقع مرتفع، وتُشرف على القرية، مما يجعلها محط اهتمام الزوار والمؤرخين على حد سواء. وهي مُدرجة كموقع تاريخي رسمي من قبل وزارة الثقافة الفرنسية.

## الجغرافيا
تقع لاتوي ضمن منطقة ريفية تتميز بتلال خضراء ومزارع محيطة، وتبعد حوالي 80 كيلومترًا جنوب غرب تولوز، المدينة الرئيسية في المنطقة.

## السكان
بحسب إحصاء عام 2021، بلغ عدد سكان الكومونة حوالي 293 نسمة، ويعتمد معظم السكان على الزراعة والأنشطة الريفية، بالإضافة إلى السياحة المرتبطة بالتراث الثقافي والمعماري.

## وصلات خارجية
- قلعة لاتوي – Monumentum.fr
- قاعدة بيانات Base Mérimée – وزارة الثقافة الفرنسية